# ألبير بوردرون
ألبرت هنري بورديرون (بالفرنسية: Albert Bourderon)‏ (26 نوفمبر 1858 - 2 أبريل 1930) كان صانع براميل فرنسي ونقابي أصبح اشتراكيًا رائدًا. خلال الحرب العالمية الأولى، دعم موقفًا لاعنفيًا وفقًا لمبادئ الحركة الدولية.

## سنواته المبكرة
وُلد ألبير بوردرون يوم 26 نوفمبر 1858 في كوربيل إن جاتيني، لوار. أصبح صانع براميل عن طريق تجارته بها. في تسعينيات القرن التاسع عشر، أصبح تلميذاً للنقابي الراديكالي جان أليمان. أسس عام 1903 نقابة صانعي البراميل، وأصبح سكرتير النقابة. كان مشاركًا عام 1905 في المؤتمر الذي ولد فيه الحزب الاشتراكي. أصبح عضوًا في اللجنة المركزية للاتحاد العام للعمل. اختلف بوردرون وآخرون من أصحاب الخلفيات العلمية عن اللاسلطويين في أنهم كانوا يرون العمل النقابي والاشتراكية السياسية على أنهما مكملان بعضهما لبعض، في محاولة للوصول إلى نفس الهدف الأساسي من خلال الوسائل الاقتصادية والسياسية.

## الحرب العالمية الأولى
في 15 أغسطس من العام 1915، قدم قرار لاعنفي في المؤتمر الوطني للاتحاد العام للعمل بمبادرة من بوردرون وألفونس ميرهيم، وقعه عدد من المتشددين في اتحاد نقابات المعلمين من ضمنهم لويس بوي وفيرناند لوريو ولويس لافوس وماري غيو وماري مايو. نص مشروع القرار على أن «هذه الحرب ليست حربنا» وأن المسؤولية تقع على عاتق قادة الدول المتحاربة. ندد القرار بسرية النقابة ودعا إلى استعادة الحرية. 
عُقد المؤتمر في زيمروالد في سويسرا في الفترة منذ 5 إلى 8 سبتمبر 1915، وقد نظمه الحزب الاشتراكي الإيطالي الذي عارض بدوره الحرب. مثل ميرهيم وبوردرون، وكلاهما من الاتحاد العام للعمل، دعاة السلام الفرنسيين. نشر المؤتمر نداءً وضعه تروتسكي في معظمه والاشتراكي السويسري روبرت غريم، كان يدعو إلى إعادة السلام بين الشعبين، داعيًا عمال أوروبا إلى الكفاح من أجل السلام. يجب أن يناضلوا من أجل الحرية، من أجل أخوة الشعوب، من أجل الاشتراكية. رتب بورديرون وميرهايم توزيع 10 آلاف نسخة من كتيب عن المؤتمر لينشره اتحاد عمال المعادن.
تأسست لجنة العمل الدولية في ديسمبر من العام 1915، وقد أسسها النقابيون الفرنسيون الذين أيدوا التصريحات السلمية لمؤتمر زيمروالد. في عام 1916، دمجت هذه اللجنة مع لجنة الأقلية الاشتراكية فشكلوا لجنة لاستعادة العلاقات الدولية. كان بوردرون الذي يمثل الاشتراكيين وميرهايم الذي يمثل النقابيين من قادة هذه اللجنة. اقترح بوردرون إعلان عمل تدعمه لويز سومونو ويقول أن اللجنة ستعمل «حتى تستأنف أغلبية الحزب والمكتب الاشتراكي الدولي العلاقات الدولية.»
رتب السويسريون مؤتمراً اشتراكياً دولياً جديداً في كينتهال بنهاية أبريل 1916. كان من المتوقع أن يمثل كل من ميرهايم وبوردرون وماري مايوكس من اتحاد المعلمين الدولة الفرنسية، لكن رُفضت جوازات سفرهم التي يحتاجونها للسفر. تمكن ثلاثة مندوبين بقيادة ألكسندر بلانك من الحضور لأنهم كانوا نواباً ويتمتعون بالحصانة البرلمانية. في ديسمبر من العام 1916، وفي المؤتمر الوطني الثاني ل للاتحاد العام للعمل في باريس، انفصل بوردرون وجان رافين دوجنز عن أتباع زيمروالد. لقد صوتوا مع أقلية  الحزب الاشتراكي لصالح قبول عرض الرئيس الأمريكي ودرو ويلسون للتوسط في السلام. في فبراير 1917، انقسمت لجنة استعادة العلاقات الدولية، إذ انضم بيير بريزون ورافين دوغنز وبوردرون إلى أقلية الحزب الاشتراكي بقيادة جان لونجويت، في حين سيطر الاشتراكيون فرناند لوريوت وتشارلز رابوبورت ولويز سومونو وفرانسوا مايوكس على اللجنة.

## بعد الحرب
بعد الحرب العالمية الأولى، تطور فكر بوردرون واتجه نحو الإصلاحية. توفي ألبير بوردرون في باريس في 2 أبريل 1930 عن عمر يناهز 71 عامًا.